# Arne Leihberg
Arne Karl Robert Leihberg (* 30. Dezember 1934 in Leipzig; † 10. November 1999 in Berlin) war ein deutscher Zeichner und Karikaturist. Seine Künstlersignatur war Arne. Neben Oskar, Ole Jensen, Hans Joachim Stenzel und Aribert Ane Neßlinger war er ein bekannter Nachkriegskarikaturist in West-Berlin.

## Leben
Arne Leihbergs Vater, Arnold (Arne) Paul Franz Leihberg (1912–1988), selbst ein bekannter Pressezeichner und Maler, stammte aus einer baltendeutschen Familie aus Wesenberg (Rakvere) in Estland, seine Mutter aus Leipzig-Reudnitz. Seit 1938 lebte die Familie in Berlin.
Bereits mit 17 Jahren zeichnete Arne Leihberg seine ersten Cartoons. Er wurde ausgebildet bei seinem Vater und besuchte die Meisterschule für Graphik, Druck und Werbung in West-Berlin. Anfangs arbeitete er als freischaffender Pressezeichner (unter anderem für Stern und Quick)
Von April 1966 bis zu seiner Pensionierung 1998 war er ständiger Karikaturist der Berliner Boulevardzeitung B.Z. mit der wöchentlichen Kolumne „Ich möcht’s mal so bezeichnen“.
Besonders sein B.Z.-Bärchen war über Jahre hinweg ein Publikumsliebling.
Arne Leihberg war verheiratet und hat zwei Söhne.

## Veröffentlichungen
Ick möcht’s mal so B.Zeichnen, Ullstein Verlag Berlin, o. J.